# 牛街庄站 (铁路)
牛街庄站是位于云南省昆明市牛街庄的一个铁路车站，邮政编码650217。车站建于1910年，有昆河铁路经过该站，现办理客运货运业务，客运列车有昆明北开往王家营的8861、8869次列车以及王家营返回昆明北的8862、8870两对列车途经。车站及其上下行区间均未电气化。车站距离昆明北站9公里，隶属昆明铁路局，是四等站。本站于2015年5月20日关闭，但在昆明米轨恢复规划中将恢复设站。本站西南侧为昆明地铁4号线牛街庄站。